# Collomia grandiflora
Collomie à grandes fleurs, Collomie écarlate
Espèce
La Collomie à grandes fleurs ou Collomie écarlate (Collomia grandiflora) est une espèce de plantes à fleurs de la famille des Polémoniacées.
C'est une plante annuelle.